# Caroline in the City
Caroline in the City (Los líos de Caroline) fue una comedia de situación estadounidense creada y producida por Fred Barron, Dottie Dartland y Marco Pennette. Se emitió por primera vez el 21 de septiembre de 1995 por la red televisiva NBC hasta su desaparición en 1999. Protagonizada por Lea Thompson, Malcolm Gets, Eric Lutes, Amy Pietz y Andy Lauer. Esta serie trata la historia de una mujer enamoradiza que le es fácil enamorarse de cualquiera incluyendo a sus más cercanos. La serie se estrenó con 2 horas de transmisión, seguido por Friends.

## Descripción
Caroline Duffy es una dibujante que vive en un loft en Manhattan. Ella se ve a menudo en situaciones amorosas, y metiéndose en las vidas de sus novios. La serie comenzó poco después de que ella terminara con su novio Del, aquel encuentra rápidamente una cita. Ella contrata a Richard Karinsky ser su nuevo novio, y que pretendía ser su nuevo novio durante una cena para impedir que sentir vergüenza. Richard desarrolla sentimientos por Caroline a lo largo de la primera temporada.
El éxito de Caroline como dibujante es notable, ya que recibe su propio globo en el Desfile de Acción de Gracias de Macy's, tiene un parque dedicado a ella en su ciudad Peshtigo, Wisconsin, y se ofrece su propio cereal. Ella le dice a su cita que su carrera comenzaría como una redactora, un trabajo que tomó después de abandonar la universidad. En un episodio se revela que su caricatura comenzó como un niño dibujando imágenes violentas de su hermano Chris. Una reunión con su agente reveló que tomó menos de cinco años para convertirse en su caricatura de difusión nacional. Un empleado en una farmacia, dijo que la vio en The Today Show.
Tras una cita con un teórico de la conspiración, Carolina se reunió con Del en Remo, un restaurante italiano que aparece en la mayoría de los episodios. Él le dio un viaje a casa y le propuso matrimonio. Richard se angustia por el presente y busca un nuevo trabajo pero no encuentra uno. Aunque Richard mantuvo sus secretos sentimientos, Annie y Remo fueron capaces de darse cuenta de que amaba a Caroline.
El día antes de su boda, le escribe una carta a su amor y le deja un montón de "agradecimiento" en las tarjetas de boda. En ella él le dice a su encuentro en el Remo, si ella lo ama. Ella llega, y Ricardo la besa, pero resultó que Caroline no recibió ninguna carta. Richard se da cuenta de que, dado que Carolina está a punto de casarse con Del que no hay lugar en su vida por él y decide salir de Manhattan. Caroline y Del deciden no casarse, a espaldas de Richard. Caroline visita el  apartamento de Richard sólo para descubrir que se ha ido, y como ella no leyó la carta que no sabía por qué.
La segunda temporada comenzó con Richard vendiendo cuadros suficientes para su estancia en París, y de regresar a Manhattan. Carolina le dio el cuadro de "agradecimiento", las cartas con su carta de amor a un amigo, y termina en su apartamento. Richard trata de encontrar y destruir la carta de amor, en primer lugar mediante el envío de Charlie y luego yendo a sí mismo. Tiró la notas de agradecimiento por la ventana, sólo para que Annie lo encontrara. Ella hizo varias copias y tiene previsto presentar a Carolina, pero Richard la convenció de no hacerlo. Richard volvió a su antiguo trabajo como su colorista. Annie utiliza la carta para chantajearlo, pero dejó de hacerlo después de que su hermana utilizara la nota para ver la letra de una canción.
Más tarde Caroline descubre que siente algo por Richard, cuando de repente se reunió en Manhattan  con su exnovia italiana Julia, pero cuando Caroline deja un mensaje en el contestador diciéndole que lo ama, Julia lo borra. Entonces Richard y Julia se casaron, lo que provocó un triángulo amoroso amargo entre los tres.
Hacia el final de la serie, Caroline y Richard empeziezan a salir. Sin embargo, el show terminó con un cliffhanger - como Caroline estaba a punto de casarse con otro hombre (Randy), Richard (que había roto con Caroline en no querer que los niños, una vez que descubrió que había engendrado un hijo con su ex italiana -mujer) se muestra en la boda. Desde que el programa fue cancelado después de que el episodio fue emitido, el drama de suspenso que nunca se resolvió.
El show fue filmado en CBS Studio Center.

## Los temas y las fuentes del humor
El tema de fondo de la serie es que Richard quiere a Caroline, pero no puede o no decirle. Esto se traduce en torpeza con sus novios y citas. Caroline más tarde desarrolla sentimientos similares y del mismo modo no le dice.
El trabajo de Richard, colorantes en los dibujos animados y otros materiales, con regularidad se burló como "tonto" o "infantil". Richard regularmente ha hecho bromas acerca de la naturaleza extrovertida y conversadora de Caroline, la promiscuidad de Annie, y de Del con comentarios mal pensado. a veces Richard tiene posibilidades de convertirse en un gran éxito, pero todos ellos han resultado en un fracaso, a menudo por su propia torpeza. Las condiciones de su pobreza y de vida a veces se utilizan para las bromas. Richard también había tenido un gran desprecio por su Salario, el gato de Carolina  es desempeñado por Tiki, el gato de vuelta a casa.
La serie hace a veces el uso de corto versiones animadas de su tira cómica, sobre todo durante la primera temporada. El piloto en "Caroline y la espalda" demostró que Caroline había tenido una rivalidad con Cathy.

## Reparto

### Personajes principales
- Caroline Duffy (Lea Thompson) – Era una dibujante (autora de la tira cómica del mismo nombre). Ella es de Peshtigo, New York y, a menudo trata de que todo el mundo sea como ella. Ella también tiene serios problemas en no entrometerse en las vidas de todos a su alrededor. Ella se dedicaba a Del durante la primera temporada, pero el matrimonio nunca tuvo lugar y su amistad se mantuvo intacta. Ella desarrolla una atracción contemporánea con Richard, sin embargo ella no lo desarrolla tan pronto como él durante la serie. A medida que su relación con Richard parecía imposible ya que estaba temporalmente a saliendo con un veterinario, Joe (durante la temporada 2), con un hombre de negocios, Trevor (durante la temporada 3), y un amigo de la escuela a tiempo de Peshtigo, Randy (temporada 4).

- Karinsky Richard (Malcolm Gets) - El colorista de la Mujer, casos de la tira cómica de la ciudad. Él estaba enamorado de Caroline. Caroline y Richard llegaran a tener una relación. No había amor entre él y Del debido a la relación con la falta de Del y Del con Caroline de inteligencia. Richard es muy sarcástico, especialmente con Annie. Es un artista que lucha (pintor), que generalmente vive en las partes sórdido de Nueva York. Regularmente le da vergüenza acerca de la naturaleza de su trabajo. Un par de veces había posibilidades de una gran oportunidad, pero siempre acabaron en fracaso. Richard asistió a una escuela de arte sin nombre, que tiene una deuda de préstamos estudiantiles.

- Del Cassidy (Eric Lutes) - algunas veces el novio de Caroline. Ellos estaban comprometidos para casarse en la primera temporada, pero se rompió fuera de la final de la temporada. Del trabajó en la compañía de su padre, pero después de que fue despedido tuvo que construir su propio negocio más adelante en la serie. Caroline se convierte en uno de sus únicos proveedores de esta empresa, Eagle Greeting Cards (Tarjetas Águilas).

- Annie Spadaro (Amy Pietz) - Vecina de sala y mejor amiga de Caroline. Annie era una bailarina en la producción de Broadway "Cats". Después de conocer a Shadoe Stevens en Los Ángeles, dejó su trabajo en el musical y se apresura a ir a California para filmar el piloto para la serie. Por desgracia, fue despedido de ella y como ella no puede regresar a Broadway se convirtió en desempleada hasta el final de la serie. Ella es algo promiscua y usa estilos inusuales. Angie Su madre y su hermano Pete fueron personajes recurrentes en la serie. Después de que Richard escribe a Caroline una carta de amor que más tarde lamenta, por accidente, Annie consigue sus manos en él y hace varias copias, el cual utilizó para chantajearlo hasta que su hermana lo utilizó para una canción.

- Charlie (Andy Lauer) - Era un chico de los recados en compañía del padre de Del y Del fue despedido después de que se convirtieron en socios en la nueva compañía Eagle Greeting Cards. Tiene una escasa comprensión de la realidad. En la última temporada que se trasladada a Europa.

### Personajes recurrentes
- Remo (Tom La Grua) - propietario italiano del Restorante Remo, donde otros personajes suelen cenar o pasar el tiempo. Ristorante Remo se mencionó en la carta de amor de Richard a Carolina que más tarde fue utilizado por la hermana de Annie para escribir la canción Nos vemos en Remo.

- Johnny (Juan Mariano) - Camarero en Ristorante Remo. Por lo general, aparece en varias escenas en Remo.

- Joe DeStefano (Mark Feuerstein) - veterinario que utiliza hasta la fecha a Caroline y estuvo a punto de mudarse a su apartamento para siempre. Su personaje desaparece de la serie después de que le confiesa a Carolina que se acostó con su exnovia.

- Julia Mazzone Karinsky (Sofia Milos) - Al inicio de la serie ella era el amor de la vida de Richard (como él lo llama 'amore sincero' - el amor que no tiene a la pregunta) y durante la temporada 3 se convierte en su esposa. Ella es de Italia, donde se conocieron. Ella es la hija mimada de un empresario italiano que no estaba de acuerdo con su relación con Richard y trató de destruirlo (primero físicamente, económicamente).

- Trevor (Robert Gant) - novio de Caroline en la temporada 3. Es dueño de una empresa de informática y tiene un perro pastor alemán. Su personaje desaparece en el último episodio de la temporada 3, cuando Caroline se apresura a España para conocer a Richard y Julia - Trevor se dio cuenta de que nunca va a ganar un lugar en el corazón de Carolina sobre Richard.

- Randy (Anthony Quinn Tyler) - Pediatra, amigo de Caroline en los tiempos de escuela (o novio) de Peshtigo, Wisconsin. Se reúnen en la temporada pasada cuando los padres de Carolina estaban vendiendo su casa. Desde que ella se crio en esta casa que estaba tratando de detener la venta y más tarde estaba tratando de comprar a sí misma, pero Randy ya ha comprado la casa. Cuando Caroline le explicó lo mucho que esta casa significa para ella que se compromete a vender su alquiler. Cuando llega a Nueva York para los pediatras seminario que reunirá de nuevo, Caroline se da cuenta de que todavía puede tener algunos sentimientos por Randy a pesar de que ella está en relación con Richard. Cuando Richard dejó a Italia para hacerse cargo de su hijo Randy, Annie trajo alegría a Carolina hasta que terminó con su boda en el último episodio, pero desde el final fue suspendida y nunca terminó, no hay ninguna respuesta a la pregunta de si Randy se convirtió en esposo de Carolina.

- Angie Spadaro (Candice Azzara) - La madre de Annie que constantemente se muda donde su hija. Durante la temporada 3 se divorció.

- Pete Spadaro (Adam Ferrara) - El hermano de Annie quien solía trabajar en sociedad o en la empresa de su padre. Durante la serie se trata de algunas otras ocupaciones influenciado por Richard (electricista y pintor).

- Shelly (Lauren Graham) - a corto plazo ella era la novia de Richard. Richard estaba desesperado por romper con ella, pero ella siempre tenía razón para no hacerlo.

- La Señora del Ascensor (Cathy Ladman) - personaje recurrente en la serie - que era vecina de Carolina de uno de los pisos superiores. A menudo aparece en los diálogos clave cuando alguien entra en el ascensor. También en unos de los episodios participa en su apartamento.

### Invitados especiales
- Matthew Perry - Con su personaje de Friends, Chandler Bing (aunque en realidad no se identifica como tal). Conoce a Annie en la tienda de videos sobre el tema "Caroline y la Gente". Esa noche, Thompson aparece en el episodio del 2 de noviembre de  1995 de Friends de "El del bebé en el autobús".

- Jean Stapleton - Como María Kosky, la tía de Caroline, que visita a Caroline en la Ópera.

- Jane Leeves y David Hyde Pierce - En pocas palabras jugando Daphne Moon y Crane Niles, sus personajes de la comedia de NBC "Frasier" al final del episodio de 1995 "Caroline y el Malo Volver"; Hyde Pierce más tarde aparece en la serie de nuevo en 1996 de "Caroline y el gato bailarín" como un contador con la esperanza de ganar un papel junto a Caroline mejor amigo de Annie Spadaro en gatos de Broadway.

- Sharon Lawrence como Maddie en Carolina y la propuesta.

- John Landis, como él mismo en "Caroline y la película."

- Florence Henderson como ella misma en "Caroline y el globo".

- Elizabeth Ashley como la madre de Richard en "Caroline y la madre de Richard" y "Caroline y el mal viaje".

- Morey Amsterdam y Rose Marie - Como Stansky Vic y Stella Dawson. El The Dick Van Dyke Show aparecen como los exalumnos en parejas de ancianos quienes se casaron en el 1996, episodio de "Caroline y el reloj". Ámsterdam, murió más tarde ese año, por lo que el episodio de su última aparición en televisión, Marie más tarde retomó su papel en el episodio de 1997 "Caroline y el hombre que siguió".

- Phil Hartman - En una parodia de The Twilight Zone, el anfitrión se describen los espectadores al entrar en la "Zona Caroline" en "Caroline y la Carta".

- Thomas Gibson - Reproducción de edad de Caroline como novia de William Stevens en "Caroline y de Niza niño judío".

- Julie Andrews - como ella misma en "Caroline y Victor / Victoria".

- Francés Stewart - Un periodista que cubre a Richard en "Caroline y la posibilidad muy remota".

- Debra Jo Rupp - Como jefe de Richard en su segundo empleo durante la Navidad de "Caroline y la Salsa Roja".

- George Segal en "Caroline y el comprador."

- Brian George - es Sr. Tedescu, Caroline es super mujer en "Caroline y el Defensor del Pueblo."

- Shadoe Stevens como él mismo en "Caroline y el marido infiel."

- Judd Hirsch - Como Karinsky Ben, el padre de Richard, que aparece en el episodio de 1996 "Caroline y lo cómico."

- Jay Leno apareció como él mismo en "Caroline y la Bad Trip".

- JC Wendel apareció como Candy, secretaria de Del en el episodio de 1997 "Caroline y Richard & Julia"

- Marvin Hamlisch - Como él mismo en el episodio de 1997 "Caroline y la Bestia amarga"

## Ranking Nielsen
| Temporada | Temporada | Episodios | Puesto |
| --------- | --------- | --------- | ------ |
| 1.ª       | 1995–1996 | 24        | #4     |
| 2.ª       | 1996–1997 | 25        | #25    |
| 3.ª       | 1997–1998 | 26        | #47    |
| 4.ª       | 1998–1999 | 22        | #91    |

## Intervalos de tiempo
- Septiembre de 1995 a julio de 1996- Jueves, 9:30 PM
- Agosto de 1996 a julio de 1997- Martes, 9:30 PM
- Junio de 1997 a julio de 1998- Lunes, 9:00 PM
- Junio de 1998 a abril de 1999- Lunes, 8:30 PM

Durante la tercera temporada, que fue emparejado con Suddenly Susan, Fired Up, y la verdad desnuda, como parte de "Damas lunes por la noche."

## Lanzamientos de DVD
CBS DVD (distribuido por Paramount) ha publicado las dos primeras temporadas en DVD en la Región 1.
En la Región 2, Apocalipsis Films lanzó las cuatro temporadas en DVD entre agosto de 2005 a junio de 2006
En la Región 4, Visual Entertainment ha publicado las dos primeras temporadas en DVD en Australia.
| Nombre de DVD          | Episodios # | Fechas de lanzamiento | Fechas de lanzamiento  | Fechas de lanzamiento |
| Nombre de DVD          | Episodios # | Región 1              | Región 2               | Región 4              |
| ---------------------- | ----------- | --------------------- | ---------------------- | --------------------- |
| 1.ª temporada completa | 24          | 12 de agosto de 2008  | 22 de agosto de 2005   | 8 de marzo de 2010    |
| 2.ª temporada completa | 25          | 10 de marzo de 2009   | 7 de noviembre de 2005 | 15 de octubre de 2010 |
| 3.ª temporada completa | 26          | TBA                   | 20 de febrero de 2006  | TBA                   |
| 4.ª temporada completa | 22          | TBA                   | 26 de junio de 2006    | TBA                   |